# Студентски стандард у Србији
Студентски стандард у Србији  јесте организована делатност Владе Републике Србије, регулисана посебним законом,  којом се у области образовања и васпитања обезбеђују додатни услови за доступније, ефикасније и квалитетније образовање и васпитање студената.

## Циљ
Студентски стандард у Србији има за циљ стварање услова којима се подстиче не само стицање образовања, већ и друштвена укљученост и свестрани развој личности студената. Тај циљ се остварује кроз стварање повољних:
- материјалних,
- културних,
- социјалних,
- здравствених,
- других услова.

## Права студената у области студентског стандарда
Основна права студената у области студентског стандарда су:

### Смештај у току студија
Право на смештај у за то намењеној установи има студент који испуњава опште законске услове и чије пребивалиште није у седишту факултета, односно високошколске установе на којој студира.
Право на смештај у току студија студент остварује на основу конкурса који расписује Министарство, најкасније три месеца пре почетка школске године, односно за студенте другог и трећег степена студија - по завршетку уписа.
Студент са посебним потребама остварује право смештај у установу студентског стандарда, уз уважавање његових посебних потреба.

### Исхрана студената
Право на исхрану од три оброка дневно имају студенти који испуњавају опште услове Закона о ученичком и студентском стандарду и чије пребивалиште није у месту студирања.
Право на исхрану од једног оброка дневно имају студенти који испуњавају опште услове о Закона о ученичком и студентском стандарду чије је пребивалиште у месту студирања.
Право на исхрану могу остварити и студенти високошколских установа чији оснивач није Република Србија, аутономна покрајина или јединица локалне самоуправе, односно који сами финансирају своје студије, по економској цени коју утврђује управни одбор установе студентског стандарда уз сагласност Министарства

### Студентски кредит
Право на студентски кредит имају студенти који испуњава опште услове из Закона о ученичком и студентском стандарду, који су први пут уписани у зимски семестар студија и који имају пребивалиште на територији Републике Србије. За доделу кредита Министарство расписује конкурс за доделу студентског кредита најкасније три месеца пре почетка школске године.
Висину студентског кредита утврђује министар за сваку школску годину у месечном новчаном износу најмање у висини учешћа студента у цени смештаја и исхране, увећаним за 20%.

### Студентска стипендија
Право на студентску стипендију има студент који испуњава опште услове Закона о ученичком и студентском стандарду, који није губио ниједну годину током студија, који је према наставном програму високошколске установе на којој студира положио све испите из претходних година студија
и постигао просечну оцену најмање 8,50 и који има пребивалиште на територији Републике Србије.
Стипендија се додељује без обавезе враћања и исплаћује се у месечном новчаном износу који утврђује министар за сваку школску годину. Висина студентске стипендије утврђује се најмање у износу студентског кредита.
Министарство расписује конкурс за доделу стипендија најкасније три месеца пре почетка школске године.

### Одмор и опоравак студената
Студент који испуњава опште услове из Закона о ученичком и студентском стандарду, има право
на одмор и опоравак у студентском одмаралишту, у коме се студенту обезбеђује: смештај, исхрана, одмор и опоравак.
Министарство расписује конкурс за остваривање права на одмор и опоравак студената

### Остале активности из области стандарда студената
Студенти у току студирања имају право на  културне, уметничке, спортске и рекреативне активности,
и информисање, ради постизања бољег успеха у учењу и складног развоја личности студента.
Посебан облик активности студената јесу такмичења - регионална и републичка.

## Установе студентског стандарда у Србији
У установе студентског стандарда у Србији спадају:
Студентски центар
Установа у којој студенти остварују права на смештај (према полу) и исхрану, а у некима и здравствену заштиту.
Студентско одмаралиште
Установа у којој студенти остварују права на одмор и опоравак. Студентско одмаралиште може да обезбеђује и одмор и опоравак ученика. 
Студентски културни центар
У студентском центру студенти остварују права на културне, уметничке, спортске и рекреативне активности и информисање.